# St. Joseph (Wolsdorf)

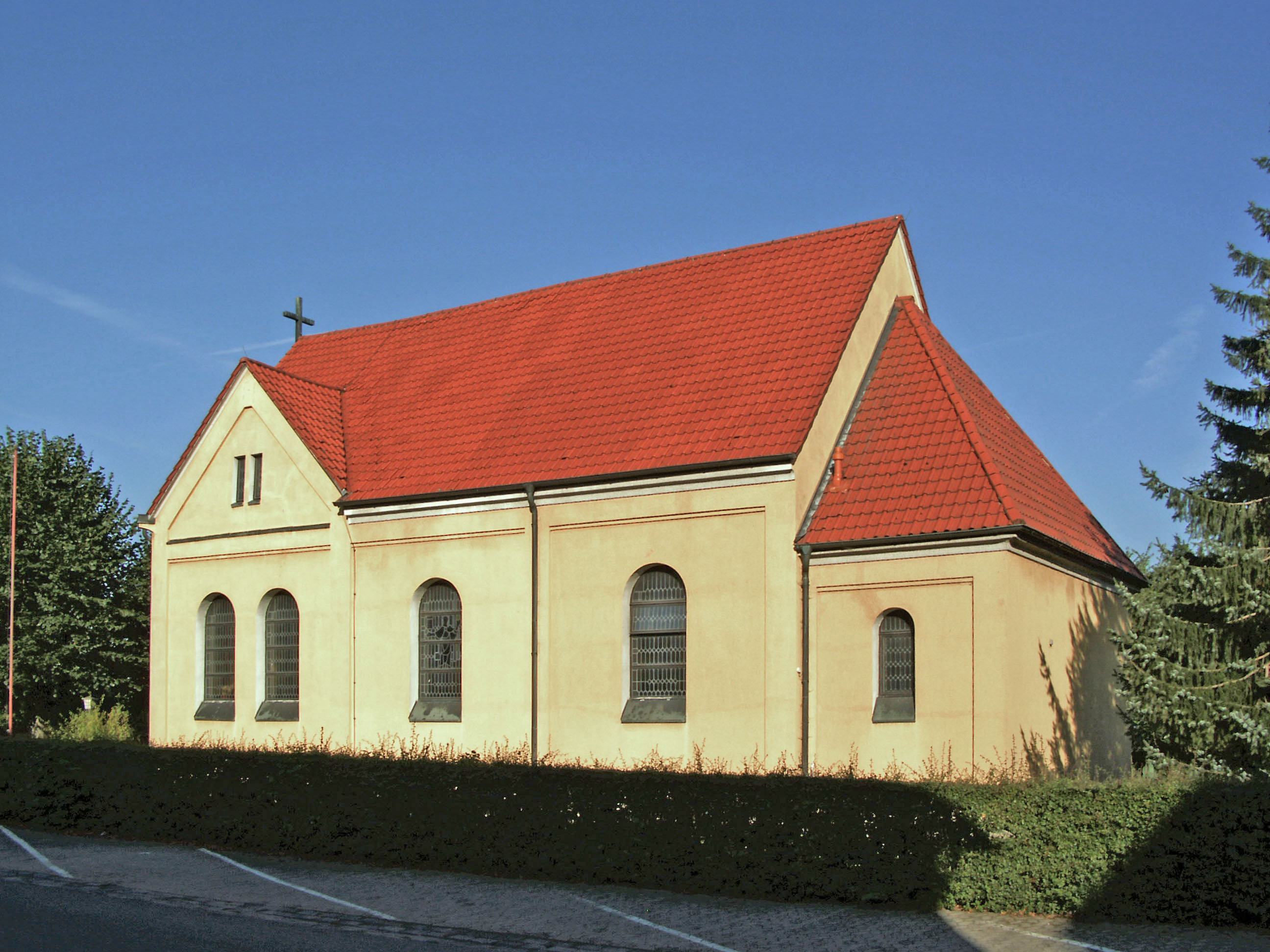
Außenansicht

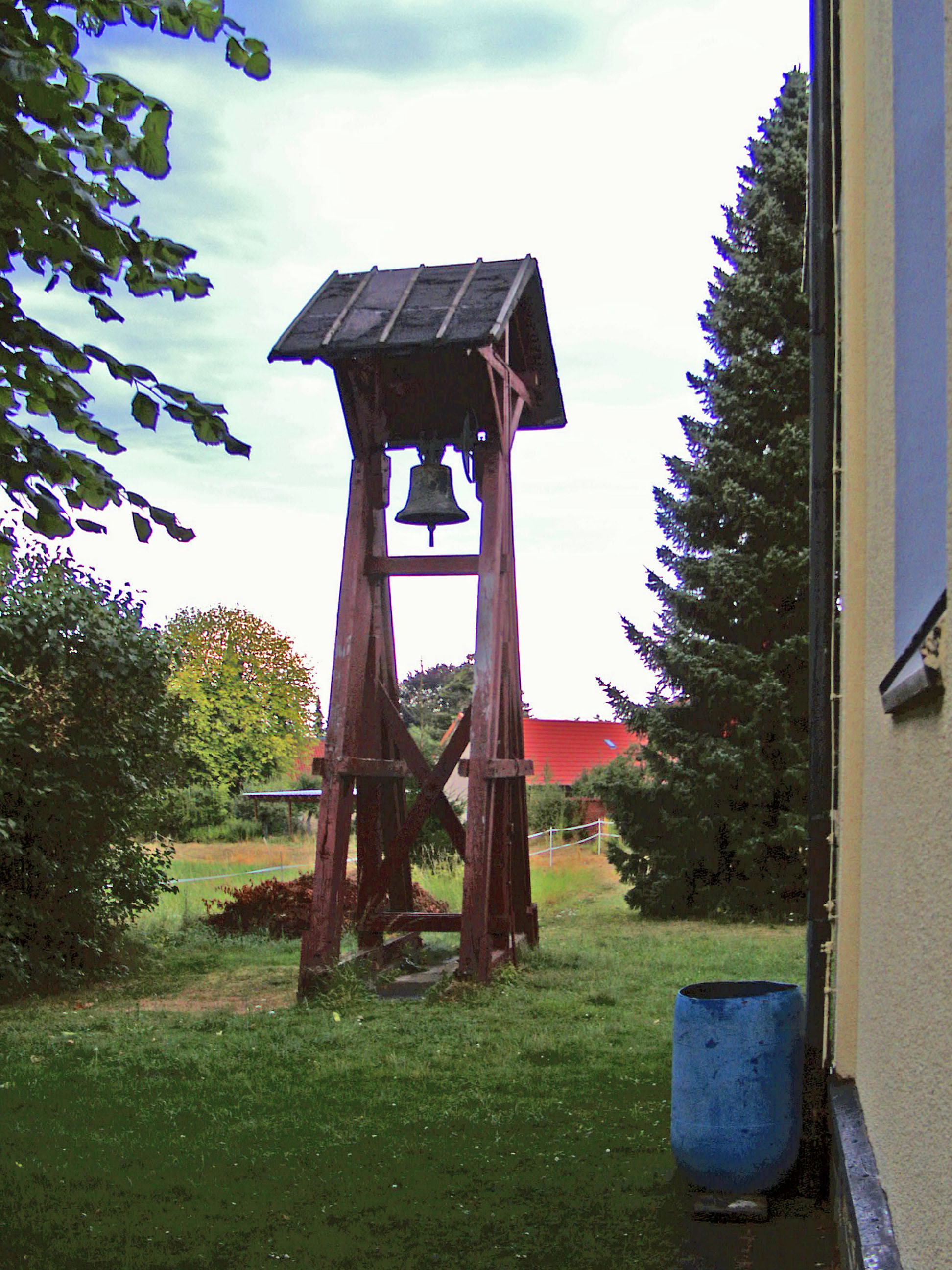
Glockenturm

Die Kirche Sankt Joseph ist die katholische Kirche in Wolsdorf, einer Gemeinde im Landkreis Helmstedt in Niedersachsen. Die nach dem heiligen Josef von Nazaret benannte Kirche gehört zur Pfarrgemeinde St. Ludgeri mit Sitz in Helmstedt, im Dekanat Wolfsburg-Helmstedt des Bistums Hildesheim.

## Geschichte
Gegen Ende des 19. Jahrhunderts ließen sich katholische Bergbauarbeiter im seit der Reformation evangelischen Wolsdorf nieder, so dass damals bis zu zwei Drittel der Wolsdorfer Bevölkerung katholisch waren. Zunächst gehörten sie zur Pfarrei St. Ludgeri in Helmstedt, ab 1906 zur neugegründeten Kirchengemeinde (Kuratie) St. Bonifatius in Süpplingen. 
Im Jahre 1900 wurde in Wolsdorf der katholische Barbaraverein gegründet, 1913 folgte die Gründung eines katholischen Müttervereins.
Ab 1908 wurde in der Wolsdorfer Schule katholischer Religionsunterricht erteilt, und ab 1913 fand in der Wolsdorfer Gastwirtschaft Ladenthin alle zwei Wochen katholischer Gottesdienst statt.
Im August 1913 wurde der Bauplatz für die Kirche gekauft, und im März 1914 mit dem Bau begonnen. Am 2. August 1914 wurde die Kirche durch Dechant Karl Grube aus Braunschweig eingeweiht. Die Gottesdienste wurden zunächst durch Priester aus Süpplingen und Helmstedt gehalten.
Am 1. September 1921 wurde die Kuratie Wolsdorf gegründet, und St. Joseph erhielt mit Friedrich Schmidts erstmals einen eigenen Geistlichen. Zur Kuratie gehörten neben Wolsdorf auch Runstedt mit Trendelbusch und Warberg. 1921 erfolgte auch der Ankauf des Pfarrhauses. 1927 wurde eine inzwischen abgerissene Holzbaracke als Versammlungsraum errichtet. 1929 wurde ein Beichtstuhl aufgestellt, zuvor wurde in der Sakristei gebeichtet.
Im Nationalsozialismus erfolgte 1933 die Auflösung des Barbaravereins durch die Polizei. 1939 konnte die gebrauchte Orgel aus der Süpplinger St.-Bonifatius-Kirche in St. Joseph aufgestellt werden, da in Süpplingen eine neue Orgel angeschafft worden war. Zuvor wurde in St. Joseph ein Harmonium benutzt. 1944 wohnten rund 500 Katholiken im Einzugsgebiet der Kirche, dazu kamen im Spätsommer 1944 noch rund 60 evakuierte Katholiken aus dem Bistum Aachen.
Durch den Zuzug von Flüchtlingen und Heimatvertriebenen aus Mittel- und Ostdeutschland vergrößerte sich die Kirchengemeinde 1946 auf über 1.000 Mitglieder. 1950 wurde die Kirche renoviert und eine neue, gebraucht erworbene Orgel eingebaut. 1956 wurde Wolsdorf zur selbstständigen Kirchengemeinde erhoben. Von den 1950er bis 1970er Jahren sank die Zahl der Gemeindemitglieder durch den Wegzug junger Leute sowie des Abriss der Ortschaft Runstedt. 1975 bekam die Kirche einen neuen Kreuzweg, 1976 wurde eine vom niederländischen Künstler Lou Manche geschaffene Statue des heiligen Joseph aufgestellt. 1978 wurde wieder eine gebrauchte Orgel aus der St.-Bonifatius-Kirche in Süpplingen in St. Joseph eingebaut. Ab 1981 nahm das Gemeindeleben durch die Anstellung einer Gemeindereferentin einen neuen Aufschwung. 1983/84 erfolgte eine weitere Renovierung der Kirche, verbunden mit einer Neugestaltung des Altarraumes. Die Kirche bekam einen neuen Altar, an der Altarrückwand wurde das Mosaik von Claus Kilian angebracht. 1985 erhielt St. Joseph abermals eine neue Orgel. Die Kirchengemeinde hatte in den 1980er Jahren etwa 400 Mitglieder.
Am 1. März 1998 wurde das Dekanat Helmstedt, zu dem auch die Kirche gehörte, mit dem Dekanat Wolfenbüttel zum neuen Dekanat Helmstedt-Wolfenbüttel zusammengeschlossen. 1998 wurde aus den Kirchengemeinden Grasleben, Helmstedt und Wolsdorf eine Seelsorgeeinheit gebildet. 2002 bekam die Kirche die Orgel aus St. Mariä Himmelfahrt in Königslutter. Seit dem 1. November 2006 gehört die Kirche zum damals neu gegründeten Dekanat Wolfsburg-Helmstedt, das aus den Dekanaten Wolfsburg und dem Helmstedter Teil des Dekanates Helmstedt-Wolfenbüttel entstand. Seit dem 1. September 2008 gehört die Kirche zur Pfarrgemeinde St. Ludgeri in Helmstedt, zu diesem Zeitpunkt war die Zahl der Gemeindemitglieder auf unter 300 abgesunken.

## Architektur und Ausstattung

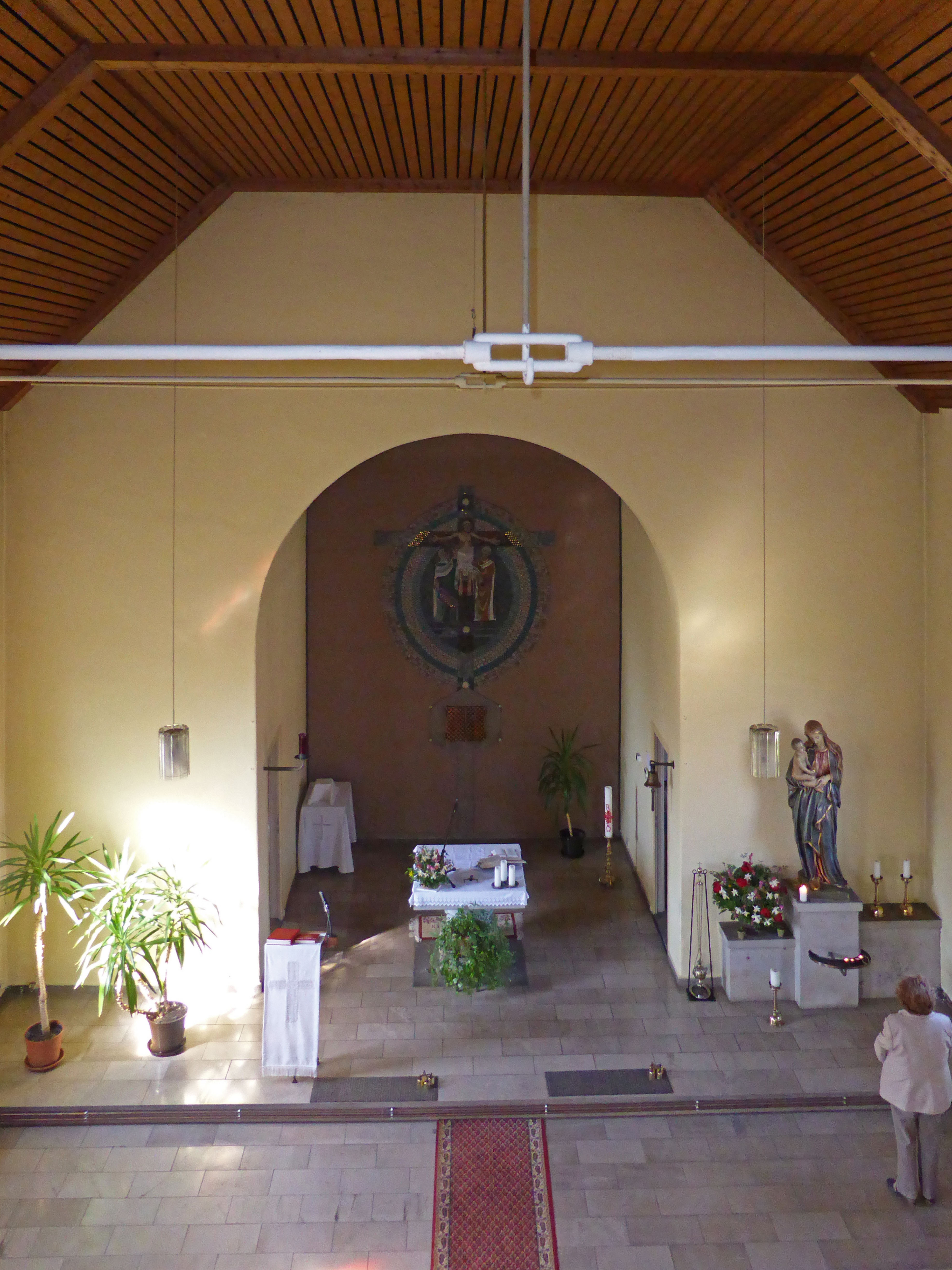
Altarraum

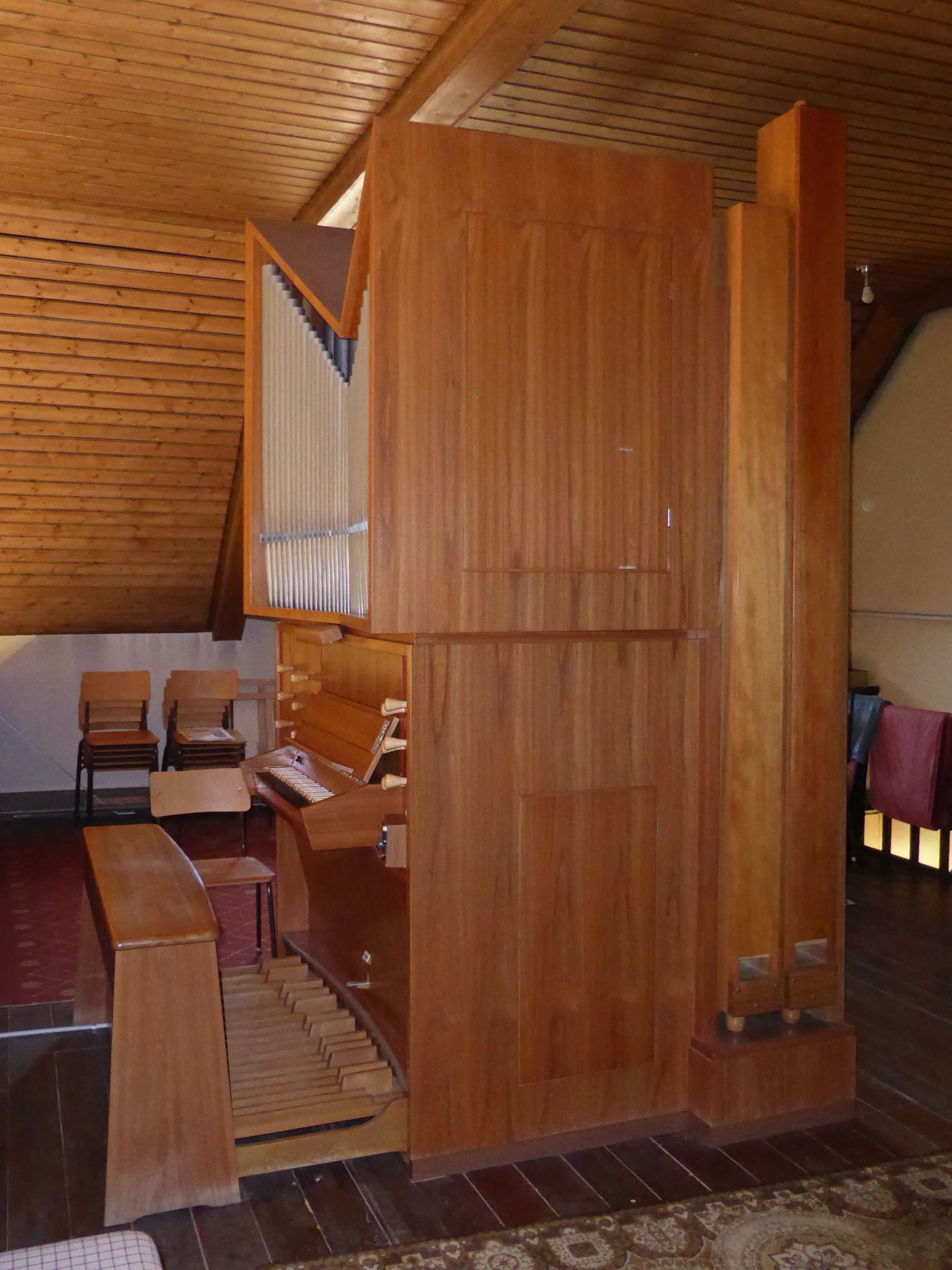
Orgel

Die einschiffige Kirche steht auf dem Grundstück Warberger Straße 9, in knapp 144 Meter Höhe über dem Meeresspiegel. Sie entstand nach Plänen des Architekten Theodor Böhme. Ihre Eingangsseite wird von einem schlichten Kreuz gekrönt.
Die Fenster zeigen den heiligen Joseph, den Schutzpatron der Arbeiter, und die heilige Barbara, die Schutzpatronin der Bergleute. Das Gotteshaus verfügt über 120 Sitzplätze. Eine Statue der heiligen Maria befindet sich neben dem Altarraum, eine Statue des heiligen Joseph im Vorraum der Kirche. Die Rückwand des Altarraums schmückt eine Kreuzigungsgruppe, die von Claus Kilian als Mosaik ausgeführt ist. Darunter befindet sich der in die Wand eingelassene Tabernakel. Die Orgel wurde 1972 von den Gebrüdern Krell aus Duderstadt erbaut. Es ist das Meisterstück von Werner Krell. Neben der Kirche befindet sich ein freistehender, hölzerner Turm mit einer Glocke.